# Masking (Autismus)
Masking (deutsch ‚Maskieren‘) oder Camouflaging (‚Tarnen‘) bezeichnet in der Psychologie das bewusste oder unbewusste Unterdrücken autistischer Verhaltensweisen oder die Kompensation von Schwierigkeiten bei sozialer Interaktion mit dem Ziel, als neurotypisch wahrgenommen zu werden, bzw. um den typisch „autistischen Problemen“ aus dem Weg zu gehen. Es handelt sich um eine – häufig in Kindheit und Jugend – selbständig erlernte Bewältigungsstrategie.
Eine einheitliche wissenschaftliche Begriffsdefinition gibt es nicht. So werden die Begriffe Masking und Camouflaging einerseits synonym als Oberbegriff gebraucht, andererseits wird zwischen Masking (dem Unterdrücken von Verhaltensweisen) und Compensation (dem Ausgleichen von Schwierigkeiten) als wesentliche Ausprägungen des Camouflagings unterschieden. Alltagssprachlich ist Masking der meistverbreitete Begriff.
Typische Beispiele für Masking sind das Unterdrücken von selbststimulierendem Verhalten (Stimming), von Infodumping (Mitteilungsdrang bezüglich der eigenen Spezialinteressen) sowie von Reaktionen auf Reizüberflutung. Zur Kompensation von Schwierigkeiten bei sozialer Interaktion halten Autisten beispielsweise – trotz damit verbundenem Unwohlsein – Blickkontakt aufrecht, wenden eingeübte Formulierungen und Gesprächsabläufe an (Scripting) oder übernehmen Körpersprache und Intonation anderer Personen.
Masking ist mit großen Anstrengungen verbunden. Als negative Auswirkungen des Maskings werden Stress bis hin zum Burnout, Angststörungen, Psychische Störungen, Identitätsverlust und Suizidalität genannt. Masking gilt zudem als zentraler Risikofaktor für die Entwicklung eines autistischen Burnouts. Gleichzeitig werden manchen Untersuchungen zufolge Kompensationsstrategien als hilfreich für eine erfolgreiche Lebensbewältigung empfunden. Da viele Studien zum Themenfeld nur autistische Erwachsene ohne Intelligenzminderung untersuchen, ist die Übertragbarkeit der gewonnenen Erkenntnisse auf das gesamte autistische Spektrum nicht gesichert.
Es wird vermutet, dass Masking dazu beiträgt, dass autistische Frauen und autistische nichtbinäre Personen deutlich seltener erkannt und diagnostiziert werden als autistische Männer. Diese Möglichkeit wurde bereits 1981 von Lorna Wing in Betracht gezogen.
Das bewusste Aufgeben des Maskings wird als „Unmasking“ bezeichnet, was von manchen Autisten als erstrebenswertes Ziel betrachtet wird. Motive sind die Entfaltung der eigenen Persönlichkeit und die Vermeidung von negativen Auswirkungen des Maskings auf die psychische Gesundheit.